# 沃倫 (東歐)
沃伦，又譯沃里尼亚（羅馬化：Volyn，發音：[ˈvɔwɨɲ, ˈvɔwɨj̃]，羅馬化：Valyn）是位於烏克蘭西部的一個歷史地區。相當于現在烏克蘭的沃倫州和羅夫諾州全境，日托米爾州西部、捷爾諾波爾州和赫梅利尼茨基州的北部。有時白俄羅斯的布列斯特州南部和盧布林省西部也被包含其中。波蘭也統治過沃伦的部份地區，包括沃倫省以及波蘭波利西亞領地的南部地區。

## 歷史
- 2世紀－3世紀：屬哥特族統治。
- 5世紀：斯拉夫人登場。
- 7世紀‐9世紀：創立了沃里亞努伊族的中心都市沃伦。
- 10世紀：成為基輔羅斯的領土。政治的中心轉移至弗拉基米尔。
- 11世紀末：基輔羅斯的分國沃伦公國成立。
- 1170年：罗曼·姆斯季斯拉维奇成為公国的君主。
- 1199年：罗曼·姆斯季斯拉维奇將公國和加利奇公国合併，建立加利西亞－沃伦王國。

## 影视作品
2016年波兰电影《沃伦》（Wołyn）。

## 外部連結
- （乌克兰語）　http://history.franko.lviv.ua/IIIch.htm （页面存档备份，存于）